# Natacha & Dominique
Natacha & Dominique är en svensk dance- och popgrupp som bildades 2006 av fotomodellerna Natacha Peyre och Dominique Lonegran. Deras debutsingel "Wicked" sålde guld på digitala downloads i Sverige. I musikvideon till deras uppföljande singel "Get A Life" driver tjejerna med några svenska kändisar.

## Diskografi - Singlar
- Wicked (2006)
- Get A Life (2007)